# Maryanne Wolf
Maryanne Wolf  (South Bend, 25 oktober 1947) is een internationaal bekende hersenwetenschapper en directeur van het Centre for Dyslexia van de  UCLA. Haar werkveld bestrijkt de effecten van het digitale tijdperk op het leesvermogen en het bestrijden van het analfabetisme wereldwijd. Haar boodschap is dat het vermogen om met geconcentreerde aandacht te lezen verloren zou kunnen gaan door de hoeveelheid tijd achter het beeldscherm.

## Het ontstaan van taal
Genetisch gezien heeft het brein een functie voor taal, zien, ruiken en tast. Het menselijk brein was nooit ontworpen om te lezen, schrijven of te rekenen. Deze vaardigheden zijn geëvolueerd uit hersengedeeltes die oorspronkelijk bedoeld waren voor iets anders. Het vermogen om te lezen is pas zesduizend jaar geleden ontstaan; tussen de hersengebieden voor zicht en taal zijn daartoe nieuwe netwerken ontstaan. Het brein heeft dus zichzelf gerecycled .
Taal is ontstaan door gebruik te maken van symbolen uit de natuur. De kleitabletten van de Soemeriërs en de Egyptenaren getuigen daarvan. De bedrading in het brein wordt beïnvloed door het schrift. De schrijfwijze van bijvoorbeeld het Japans en het Chinees heeft meer ruimte in het brein nodig dan bijvoorbeeld het Engels.
Wolf legt uit dat het brein in drie- tot vierhonderd millisecondes spelling en andere linguïstische en semantische informatie verwerkt en daarmee kennis oneindig uit te breiden valt. Bovendien krijgt de lezer achtergrondinformatie, andere perspectieven, ziet onderlinge verbanden, ontwikkelt de verbeeldingskracht en bovenal nieuwe gedachten. Zij noemt het een revolutie in het brein, want je bent wat je leest.

## Leesvaardigheid
Spelling en klankleer zijn van groot belang in de vorming van het brein. Volgens Wolf hebben kinderen van vier jaar oud, in sommige gebieden van het Amerikaanse platteland, soms een woordenschat van slechts 400 woorden. Hun ouders hebben de laagst betaalde banen en zwijgen, wanneer ze thuis zijn.
Ter vergelijking kinderen in de middenklasse en daarboven krijgen 30 miljoen woorden te horen. Dit blijkt uit onderzoek van Betty Hart en Tod Risley van de Universiteit van Kansas.
Ieder jaar verricht de internationale organisatie PISA een onderzoek onder middelbare scholieren. Uit de laatste test blijken de Nederlandse scholieren, qua leesvaardigheid, achteruit zijn gegaan, terwijl landen als Frankrijk en Engeland betere resultaten laten zien.
In haar boek Reader, Come Home – The Reading Brain in a Digital World (2018) houdt Maryanne Wolf een pleidooi voor het aandachtig en geconcentreerd lezen (deep reading). Het levert de lezer het vermogen tot empathie op, door het perspectief van een ander over te nemen. De beschreven personages komen tot leven. 
In haar eerdere boek Proust and the Squid – The Story and Science of the Reading Brain (2007) citeert Wolf de Franse filosoof Marcel Proust over de beste manier om een boek te lezen: "Het doel is de wijsheid van de schrijver te ontstijgen en die in onszelf te ontdekken".

## Lezen van het scherm
Nieuwe media, zoals het internet,  brengen een blijvende verandering in de hersens teweeg, want het brein krijgt een ander cognitief perspectief. Wereldwijd brengen de mensen ongeveer zeven uur per dag achter een beeldscherm door (computer, tablet en telefoon). In Nederland ligt het gemiddelde op 5,5 uur.
Maryanne Wolf vraagt zich af of de voordelen van het lezen vanaf een scherm opwegen tegen de mogelijke gevolgen, zoals het minder gefocust blijven tijdens de gehele lengte van de tekst en het doorzien van de onderlinge verbanden.
Skimmen dreigt de nieuwe manier van lezen te worden. Het betekent zoeken naar de belangrijkste trefwoorden en het werkt het best bij feitelijke teksten om meer te lezen in minder tijd. Zigzaggen door de tekst en speuren naar steekwoorden. Alle woorden werkelijk begrijpend lezen gebeurt minder. De aandachtspanne is tot de helft teruggelopen en het geheugen gaat even snel achteruit, constateert Wolf.
Een papieren pagina nodigt uit om alle woorden te lezen. Uit onderzoek waarbij de oogbewegingen zijn gevolgd blijkt dat bij een scherm het oog zo snel mogelijk naar beneden swipet.
De toekomstige generaties moeten zowel met digitaal als papier uit de voeten kunnen en een tweetalig of veeltalig brein ter beschikking hebben. De wetenschapper hoopt dat AI een middel is om dit mogelijk te maken. Staat deep reading voor langzaam, zorgvuldig en gedetailleerd lezen, dan vormt oppervlakkig lezen een bedreiging  voor de moderne samenleving en de democratie. Het gevolg is dat door het constante bombardement van informatie, we ervoor kiezen om zaken te lezen die ons al bekend voorkomen en bevestigen, wat we al dachten. Dat is de paradox van het internet.
- Bibsys: 98070044
- Biblioteca Nacional de España: XX4785726
- Bibliothèque nationale de France: cb15998806g (data)
- Catàleg d'autoritats de noms i títols de Catalunya: 981058607724806706
- CiNii: DA16380669
- Gemeinsame Normdatei: 139484981
- International Standard Name Identifier: 0000 0000 7349 5236
- Library of Congress Control Number: n80147668
- Bibliotheek van het Japanse parlement: 01160136
- Nationale Bibliotheek van Tsjechië: jo2015864072
- Nationale Bibliotheek van Israël: 987007427956205171
- Nationale en Universitaire bibliotheek Zagreb: 000739240
- Nederlandse Thesaurus van Auteursnamen: 264114310
- Réseau des bibliothèques de Suisse occidentale: 02-A013778974
- Système universitaire de documentation: 132854910
- Virtual International Authority File: 103226673
- WorldCat: E39PBJm4QmbDXjM3P66tYhhPwC